# Träkägelbi
Träkägelbi (Coelioxys alatus) är en biart som beskrevs av Förster 1853. Arten ingår i släktet kägelbin och familjen buksamlarbin.

## Beskrivning
Alla kägelbin har svart grundfärg med gles, ljus behåring på huvudet (även på ögonen, vilket är unikt för släktet) och mellankroppen. På tergiterna finns vitaktiga, platta hårband. Honan har en likformigt avsmalnande bakkropp, som påminner om en kägel, därav det svenska trivialnamnet. På just denna art är behåringen på ansikte och mellankropp i början brungul, vilket hos äldre bin bleknar åt det gråa hållet. Hos honan är den bakersta sterniten förstorad, så att den även uppifrån ser rundad ut, något som är ett säkert artigenkänningstecken, åtminstone i Nordeuropa. Hanen är däremot mycket svår att skilja från andra kägelbihanar i fält. Arten är relativt stor för att vara ett kägelbi, med en kroppslängd på 12 till 14 mm för honorna, 11 till 13 mm för hanarna.

## Ekologi
Habitatet utgörs av skogsbryn, flodstränder och floddalar med tillgång till sol och död ved för värdarterna, gärna i anslutning till vatten som mindre sjöar, dammar och våtmarker. Arten kan även förekomma i torrare skogar. Den är en boparasit, honan föder inte upp sin avkomma själv, utan lägger sina ägg i bon av trätapetserarbi och möjligen även dånpälsbi, ett i varje larvcell. När honan lägger ägg i bon av tapetserarbin, där larvcellerna är klädda med bladbitar, underlättar kägelbihonans spetsiga bakkropp för henne att kila in ägget mellan bladbitarna. När ägget kläcks är larven i sitt första larvstadium försedd med kraftiga käkar, och dödar värdägget eller -larven, varefter den lever av den insamlade näringen. Skulle flera träkägelbihonor lägga ägg i samma larvcell, kommer träkägelbilarverna att kämpa mot varandra tills bara en larv återstår.
Eftersom arten är en boparasit, samlar inte honan pollen, som bara används till larverna. Nektar hämtas däremot från blommor från flera olika familjer: Kransblommiga växter som humlesuga, fackelblomsväxter som fackelblomster och dvärgfackelblomster, korgblommiga växter som strandloppört (Pulicaria dysenterica), krustistel och kärrtistel, väddväxter som åkervädd och ängsvädd, ärtväxter som vit sötväppling samt rosväxter som hallonsläktet.
Flygtiden varar från omkring mitten av juni till mitten av augusti.

## Utbredning
Biet är en sällsynt art, som framför allt finns i Central- och Nordeuropa från Belgien och Frankrike i väster, till europeiska Ryssland i öster. Arten har också påträffats i Turkiet, Kina och Japan..
I Sverige upptäcktes arten för första gången 8 juli 2019 nära Råstasjön i Solna, i Uppland. Fram till juni 2025 har endast tre fynd gjorts, de andra den 19 juli 2022 vid Funbosjön och den 28 juli 2024 i Viks slottspark, även de i Uppland.
I Finland gjordes de två första fynden 2004 vid Sjundeå i Nyland. Fram till juni år 2025 har 12 fynd gjorts, sju av dem i Södra Karelen, två i Södra Savolax, och det senaste i augusti 2023 på halvön Husö i Helsingfors i Nyland.

## Status
Globalt klassificerar IUCN arten som livskraftig (LC), men konstaterar samtidigt att den är sällsynt och känslig. I Finland är arten rödlistad som nära hotad (NT), medan den i Sverige ännu inte har blivit bedömd av Artdatabanken.                        